# Малкога товстодзьоба
Малко́га товстодзьоба (Rhamphococcyx calyorhynchus) — вид зозулеподібних птахів родини зозулевих (Cuculidae). Ендемік Індонезії. Це єдиний представник монотипового роду Товстодзьоба малкога (Rhamphococcyx).

## Опис

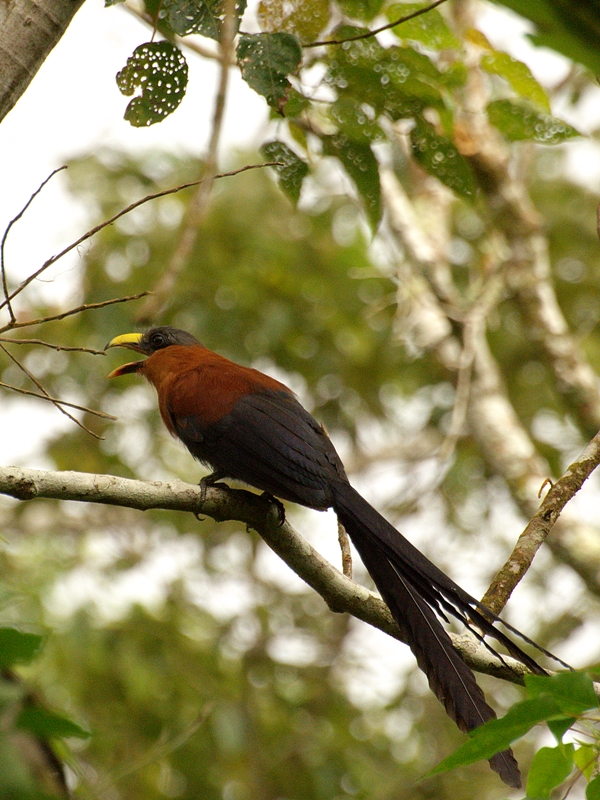
Товстодзьоба малкога

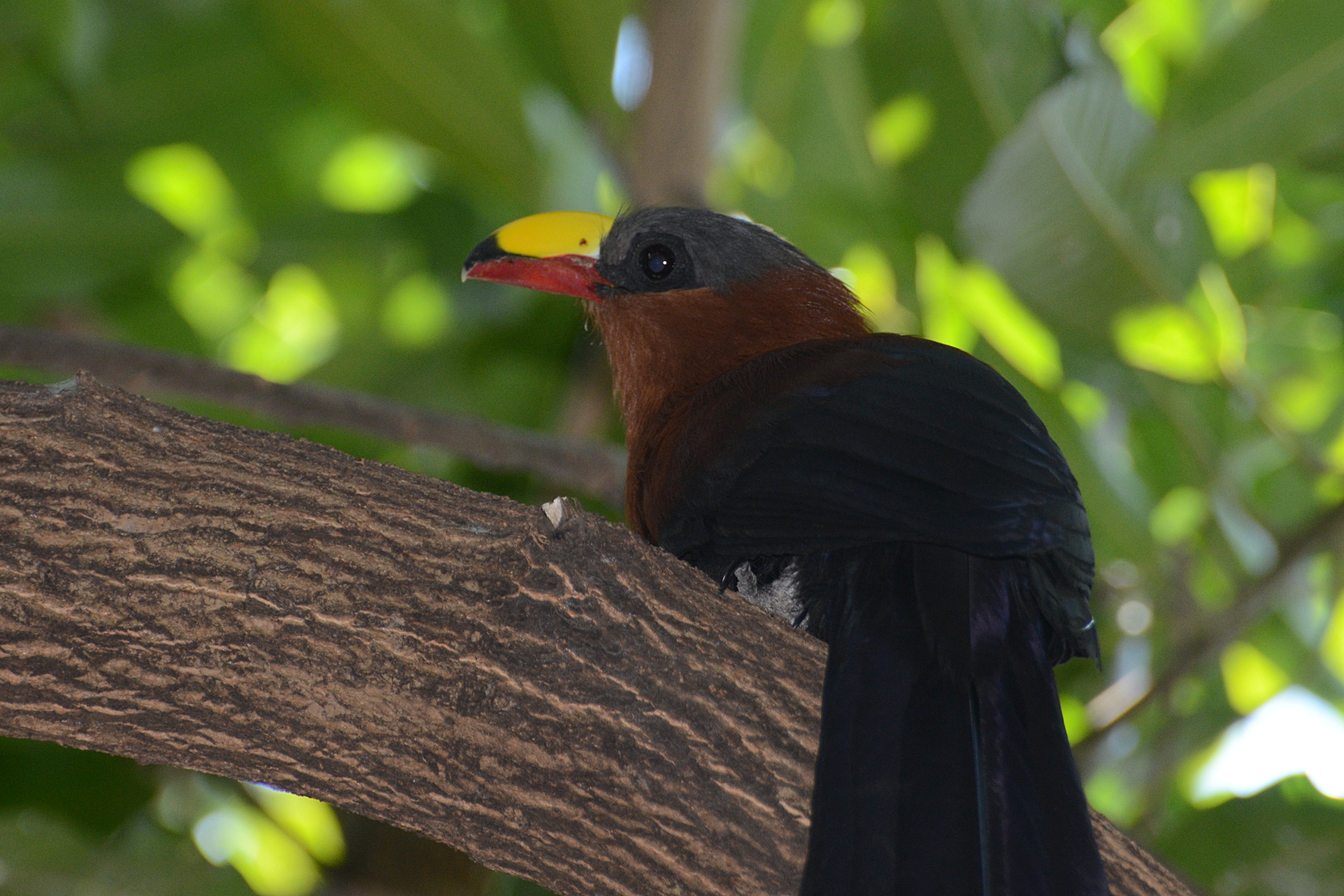
Товстодзьоба малкога

Довжина птаха становить 53 см. Верхня частина тіла рудувато-бордова, голова темно-сіра, горло і груди руді, живіт темно-сірий. Крила і хвіст синювато-чорні. Очі червоні. Дзьоб великий, міцний, зверху жовтий, на кінці чорний з білою плямою, знизу та біля ніздрів червоний. У молодих птахів дзьоб жовтий, очі карі. Представники підвиду R. c. meridionalis мають світліше забарвлення, ніж представники номінативного підвиду. У представників підвиду R. c. rufiloris обличчя тьмяно-руде.

## Підвиди
Виділяють три підвиди:
- R. c. calyorhynchus (Temminck, 1825) — південь, схід і південний схід Сулавесі та острови Тоґіан[en];
- R. c. meridionalis Meyer, AB & Wiglesworth, 1896 — центр і південь Сулавесі;
- R. c. rufiloris (Hartert, E, 1903) — острів Бутон.

## Поширення і екологія
Товстодзьобі малкоги мешкають на Сулавесі та на сусідніх островах. Вони живуть у вологих тропічних лісах, чагарникових заростях і на плантаціях. Зустрічаються на висоті до 1300 м над рівнем моря. Живляться переважно комахами.